# Аккудык (Жемский сельский округ)
Аккудык (каз. Аққұдық) — упразднённое село в Жылыойском районе Атырауской области Казахстана. Входило в состав Жемского сельского округа. Код КАТО — 233635200. Упразднено в 2013 г.

## Население
В 1999 году население села составляло 102 человека (52 мужчины и 50 женщин). По данным переписи 2009 года, в селе проживало 46 человек (22 мужчины и 24 женщины).